# Idioma narangga
Narungga (también Narangga) es una lengua aborigen australiana hablada por el pueblo narungga en la Península de Yorke, Australia Meridional. Como resultado de la colonización de Australia (Historia de Australia (1788-1850))], la lengua Narungga cayó en desuso al cabo de varias generaciones. Sin embargo, Narungga continuó siendo documentado en el siglo XX, y en la década de 1980 se produjo una recuperación comunitaria. Como resultado de los esfuerzos de revitalización, el idioma junto con la cultura Narungga ahora se enseña en la Península de Yorke, desde Moonta y Maitland Escuelas del área a Point Pearce.
El narungga es uno de los idiomas del grupo Yura, que incluye el Nukunu, el Kaurna y el Ngadjuri, entre otros, y pertenece a la familia de Lenguas pama-ñunganas.

## Fonología

### Consonantes
|                     |                     | Periférica | Periférica | Laminal  | Laminal    | Apical | Apical |
| Labial              | Velar               | Dental     | Palatal    | Alveolar | Retrofleja |        |        |
| ------------------- | ------------------- | ---------- | ---------- | -------- | ---------- | ------ | ------ |
| Oclusiva            | Oclusiva            | b          | ɡ          | d̪        | ɟ          | d      | ɖ      |
| Nasal               | simple              | m          | ŋ          | n̪        | ɲ          | n      | ɳ      |
| Nasal               | preoclusiva         |            |            | d̪n̪       | ɟɲ         | dn     | ɖɳ     |
| Alveolar/Retrofleja | Alveolar/Retrofleja |            |            |          |            | r      | ɽ      |
| Lateral             | simple              |            |            | l̪        | ʎ          | l      | ɭ      |
| Lateral             | preoclusiva         |            |            | d̪l̪       | ɟʎ         | dl     | ɖɭ     |
| Aproximado          | Aproximado          | w          | w          |          | j          |        | ɻ      |

- Las oclusivas sonoras /b, ɡ, d̪, ɟ, d, ɖ/ pueden escucharse como sordas, cuando se geminan como [pː, kː, t̪ː, cː, tː, ʈː].

### Vocales
|         | Delantera | Volver |
| ------- | --------- | ------ |
| Cerrada | i iː      | u uː   |
| Abierta | a aː      | a aː   |